# Iheb Mbarki
Pour les articles homonymes, voir Mbarki.
Iheb Mbarki (arabe : إيهاب المباركي), né le 14 février 1992 à Bizerte, est un footballeur tunisien évoluant au poste d'arrière latéral droit.

## Clubs
Formé au Club athlétique bizertin, il signe son premier contrat professionnel en juillet 2009 et joue son premier match en tant que titulaire le 26 juillet contre l'Union sportive monastirienne. Très vite, il arrive à s'imposer sur le flanc droit et ne tarde pas à inscrire son premier but, le 1er novembre, contre l'El Gawafel sportives de Gafsa. À l'issue de la saison 2010-2011, il inscrit deux buts contre l'Olympique de Béja ; il est l'auteur de très bonnes prestations et se trouve une place de titulaire indiscutable. Durant le mercato 2012, il est courtisé par l'OGC Nice, le Stade de Reims et l'Évian Thonon Gaillard FC.
Le 9 juillet 2012, il s'engage pour quatre saisons au Évian Thonon Gaillard FC ; il joue son premier match le 18 août face au Stade brestois, en entrant à la 87e minute à la place de Kévin Bérigaud au poste de milieu droit. Le 13 avril 2013, il offre une passe décisive à Yannick Sagbo pour le quatrième but de son équipe face au Stade rennais, le match se terminant par une victoire (4-2). Le 3 juillet, il rentre au pays en signant un contrat de quatre ans avec l'Espérance sportive de Tunis.
En 2020, il part en Égypte pour signer un contrat de trois ans avec Wadi Degla. Le 15 janvier 2022, il s'engage toutefois avec l'Union sportive monastirienne.

## Équipe nationale
Il rejoint la sélection tunisienne pour le championnat d'Afrique des nations 2011.

## Palmarès
- Championnat d'Afrique des nations (1) : 2011
- Championnat de Tunisie (5) : 2014, 2017, 2018, 2019, 2020
- Coupe de Tunisie (1) : 2016
- Supercoupe de Tunisie (1) : 2019
- Championnat arabe des clubs (1) : 2017
- Ligue des champions de la CAF (2) : 2018, 2019